# Beneath the Valley of the Ultra-Vixens
Beneath the Valley of the Ultra-Vixens és una pel·lícula satírica de sexplotació de 1979 dirigida pel cineasta Russ Meyer i escria per Roger Ebert i Meyer. És protagonitzada per Kitten Natividad i Ann Marie amb un cameo d'Uschi Digard.

## Argument
La pel·lícula comença amb presentacions a la gent de Small Town, EUA. Entre ells hi ha la predicadora radiofònica evangelica de grans pits Eufaula Roop (Ann Marie) que munta Martin Bormann dins d'un taüt; un venedor que cunnilingua una mestressa de casa de pit gros (Candy Samples); i la gran i negra Junkyard Sal (June Mack) que té sexe amb els seus empleats de classe treballadora. Finalment hi ha Lamar, que viola analment la seva dona de pits grossos Lavonia (Kitten Natividad) després d'haver intentat tenir sexe vaginal. Després elli li dona una puntada de peu a l'engonal.
Mentre en Lamar es dirigeix cap a la seva feina a la ferralla, Lavonia veu un home jove que es submergeix en un llac. Ella s'escapa i es despulla, després salta el noi per darrere i procedeix a muntar-lo i violar-lo. El jove s'escapa aviat, però ella s'enfonsa, l'atrapa sota l'aigua fent-lo tallar i després el domina. Després de sucumbir davant d'ella, ella s'assabenta que es diu Rhett i que té catorze anys. Més tard, el venedor esmentat arriba a casa seva i també acaba tenint sexe amb ell.
Mentrestant, Lamar, que anteriorment va rebutjar la invitació sexual de Junkyard Sal, rep una trucada a la seva oficina on el coneix amb roba interior. Ella el tanca dins i amenaça amb acomiadar-lo si no sucumbeix davant d'ella. La Lamar, a qui ens diuen que necessita diners per a l'escola, s'estira al llit. Ella s'entrega a ell en nombroses posicions sexuals. Al cap d'un temps, deixa que Lamar tingui sexe anal amb ella i cedeix quan un Lamar, sobtadament entusiasta, li impedeix continuar en altres posicions. Aleshores, Lamar veu que altres empleats miren des de la finestra. Ell obre la porta i els apallissa, Junkyard Sal acomiada els miradors i Lamar per ser "pervertits".
Lamar va a un bar, on Lavonia s'emmascara com a stripper mexicana Lola Languta i droga la seva beguda. En una habitació de motel, Lavonia viola l'inconscient Lamar primer desencadenant una erecció a través de la felació i, finalment, mantenint sexe vaginal amb ell utilitzant un mitjó com a anticonceptiu. Ella l'allibera per provar si ha canviat les seves maneres, però ell fuig. De tornada a casa, Lavonia té sexe amb un camioner. Mentre mira el rellotge somrient, Lamar torna. Es produeix una baralla i Lavonia ajuda a Lamar cremant l'escrot del camioner amb una bombeta.
Lamar porta Lavonia i ell mateix al dentista/assessor matrimonial Asa Lavender (Robert Pearson). Després que el dentista porta la Lavonia a la sala dental, la seva infermera Flovilla fa un petó a Lamar. Mentre el dentista fa mal les dents de la Lavònia, i ella contraresta agafant-li l'entrecuix amb dolor, Lamar viola la infermera. Aleshores, el metge es canvia de lloc amb la infermera. En veure que Lamar encara té els pantalons baixats, el metge intenta violar-lo, però Lamar s'amaga a l'armari. Mentre la infermera i la Lavonia tenen relacions sexuals utilitzant el consolador de doble extrem de la infermera, el metge utilitza diverses armes per forçar a Lamar a sortir de l'armari. Lamar finalment colpeja el metge i interromp la Lavonia i la infermera. Un arranjament de Stranger in Paradise es reprodueix de fons durant tota l'escena del dentista.
Lamar decideix que la seva cura resideix en la fe. Després de deixar-lo a l'estació de ràdio (una central elèctrica), Lavonia se'n va a casa i torna a tenir relacions sexuals amb el conductor del camió. Lamar es treu els pantalons davant l'estand d'Eufaula Roop i revela una erecció. De seguida surt de l'aire. Quan Lamar li diu que vol ser salvat, ella l'envia a la seva habitació de neteja (un bany) mentre ella es canvia de roba. Lamar es troba dins d'una banyera plena d'aigua mentre una túnica amb Eufaula Roop es posa damunt d'ell i el bateja (i gairebé l'ofega). De sobte, es treu la túnica, s'asseu sobre ell i el viola, tot predicant als seus oients sobre la seva salvació. Lamar marxa de casa, colpeja el conductor del camió i té sexe amb Lavonia.
Després que l'Eufaula Roop es recolza en la seva cadira i gemega, la Rhett, una adolescent, s'enfila de sota el seu escriptori i el porta a la banyera.
El narrador es dirigeix a casa seva, on l'adolescent Rhett, el seu fill, té relacions sexuals amb la dona austríaca de pits enormes del narrador, SuperSoul (Uschi Digard), durant un terratrèmol.

## Repartiment
- Kitten Natividad com a Lavonia; Lola Langgusta
- Anne Marie com a Eufaula Roop
- Ken Kerr com a Lamar Shedd
- June Mack com a Junk Yard Sal
- Lola Langgusta com a stripper
- Patrick Wright com el Sr. Peterbuilt
- Michael E. Finn com a Sempre Fidelis
- Steve Tracy com a Rhett
- Sharon Hill com Flovilla Thatch
- Henry Rowland com a Martin Bormann
- Robert E Pearson com a Dr Asa Lavender
- DeForest Covan com Zebulon
- Don Scarbrough com a Beau Badger
- Aram Katcher com a Tyrone
- Uschi Digard com a Supersoul
- Mary Gavin com a Rossa Molt Gran
- Stuart Lancaster com a home de la ciutat petita dels Estats Units
- Russ Meyer com ell mateix

## Producció
Meyer va dir que la pel·lícula era una parodia de Our Town. La pel·lícula va ser coescrita per Roger Ebert que volia utilitzar un pseudònim.
Meyer va fer la pel·lícula per 300.000 dòlars. Va dir que va mantenir el cost reduït fent "tot a escala. L'edites tu mateix, l'escrius conjuntament, la corrigeix, ets el teu propi càmera, productor, director i fas la pel·lícula. La rodes a l'habitació del davant de casa teva. Vaig comprar una casa que tenia un sostre de 28 peus, i vam construir els decorats a la casa, perquè estava escalat d'aquesta manera. Volia fotografiar-la jo mateix, perquè era una mena de cordó umbilical, per veure què passava abans de dir "Imprimeix-la".
Meyer va dir que moltes de les línies estaven en bucle. Natividad "per l'estil shit-kicker, va treballar amb Bob Easton, que és un molt bon entrenador de dialectes" i perquè June Mack "parlava sense cap rastre d'accent... vam contractar una noia que abans havia vingut de Mississipi per doblar-li la veu."

## Recepció
Meyer va dir que la pel·lícula era la seva preferida perquè en aquell moment estava sortint amb Natividad. "Ho vam fer entremig", va recordar, "el mateix que jo sempre deia: 'No, Meyer, no t'has de fer el tonto, tots aquests sucs vitals s'escamparan". Però no, en comptes d'això ho vam fer tot el temps. Vull dir, vam rodar dins, i vam renunciar a dinar i teníem sexe: sexe meravellós, desenfrenat, sorollós... rient i gratant. Sí, va ser divertit. Va funcionar realment meravellosament."